# 十明
十明（とあか、2003年〈平成15年〉2月5日 - ）は、日本の女性歌手。東京都出身。所属レーベルはEMI Records。

## 来歴
ミュージシャンを目指し、高校卒業までという期限を設けてライブ活動を行っていたが断念。しかし、諦めきれず弾き語り動画をTikTokに投稿し、オリジナル曲『人魚姫』が注目を集める。その後、新海誠とRADWIMPSにその歌声を買われ、『すずめ』のボーカルに抜擢された。特にRADWIMPSの野田洋次郎は「この楽曲と十明の間に、誰も割って入ることのできない強い結びつきを感じた」と評価している。
2023年に野田によるプロデュースの下、デジタルシングル『灰かぶり』でシンガーソングライターとしてデビュー。Spotifyが躍進を期待する「RADAR: Early Noise 2024」にも選出された。
2024年に入り、国際ファッション専門職大学のCMソングに『NEW ERA』が起用され自身初のタイアップとなる。同年12月11日に1stフルアルバム『変身のレシピ』をリリース。上記曲のほか、映画「違国日記」インスパイアソング『夜明けのあなたへ』などが収録された。また、デビュー前のオリジナル曲『人魚姫』がボーナストラックとして収録されている。2025年3月には東京・大阪の2カ所でワンマンライブを開催する。

## 人物
- 楽曲制作について、2024年のインタビューでは、「誰しもが抱えている、心の中に渦巻く言語化しづらい感情を曲にしたい」と話している[6]。また、日本の小説からインスピレーションを得ることも多い[6]。
- 影響を受けた邦楽に、Lyu:Lyuの『メシア』、サザンオールスターズの『そんなヒロシに騙されて』、aikoの『荒れた唇は恋を失くす』の3曲を挙げている[6]。

## ディスコグラフィ

### 配信限定シングル
|     | 配信日         | タイトル                  | 規格                   | ビルボード | 収録アルバム                    |
| --- | -------------- | ------------------------- | ---------------------- | ---------- | ------------------------------- |
| 1st | 2023年07月05日 | 『灰かぶり』              | デジタル・ダウンロード | -          | 『僕だけの愛』 『変身のレシピ』 |
| 2nd | 2023年10月11日 | 『Discord-disco』         | デジタル・ダウンロード | -          | 『僕だけの愛』 『変身のレシピ』 |
| 3rd | 2023年12月06日 | 『僕だけが愛』            | デジタル・ダウンロード | -          | 『僕だけの愛』 『変身のレシピ』 |
| 4th | 2024年04月24日 | 『NEW ERA』               | デジタル・ダウンロード | -          | 『変身のレシピ』                |
| 5th | 2024年06月07日 | 『夜明けのあなたへ』      | デジタル・ダウンロード | -          | 『変身のレシピ』                |
| 6th | 2024年07月31日 | 『Dancing_on_the_Mirror』 | デジタル・ダウンロード | -          | 『変身のレシピ』                |
| 7th | 2024年10月09日 | 『蜘蛛の糸』              | デジタル・ダウンロード | -          | 『変身のレシピ』                |
| 8th | 2025年07月16日 | 『月並』                  | デジタル・ダウンロード | -          | （未定）                        |
| 9th | 2025年08月20日 | 『クズ男撃退サークル』    | デジタル・ダウンロード | -          | （未定）                        |

### スタジオ・アルバム
|     | 発売日         | タイトル         | 規格 | 規格品番                                   | オリコン |
| --- | -------------- | ---------------- | ---- | ------------------------------------------ | -------- |
| 1st | 2024年12月11日 | 『変身のレシピ』 | CD   | UPCH-20688（通常盤）                       |          |
| 1st | 2024年12月11日 | 『変身のレシピ』 | CD   | DZCN-4615（UNIVERSAL MUSIC STORE限定商品） |          |

### 配信限定EP
|     | 発売日         | タイトル       | 規格                   | ビルボード |
| --- | -------------- | -------------- | ---------------------- | ---------- |
| 1st | 2024年02月23日 | 『僕だけの愛』 | デジタル・ダウンロード |            |

### 歌手参加作品
- RADWIMPS
  - すずめ feat. 十明[7][8]
- 春野
  - KODAK feat. 十明

## ミュージックビデオ
| 公開日         | タイトル             | 監督            | 出演                                                            | 備考               |
| -------------- | -------------------- | --------------- | --------------------------------------------------------------- | ------------------ |
| 2023年10月11日 | 『Discord-disco』    | 中澤太          | Riki_Komoto Megumi_Shimoda 牧野李砂 Shion_Ino                   | 出演はダンサー     |
| 2023年12月06日 | 『僕だけが愛』       | Rdrah           | 十明                                                            |                    |
| 2024年02月23日 | 『メイデン』         | 佐渡恵理        | 吉岡苑恵 Ken 江川翔太 山﨑翔平 akabeko kaho RIEKO Sana_Yamamoto |                    |
| 2024年06月07日 | 『夜明けのあなたへ』 | 外山光男        | (出演なし)                                                      | アニメーション作品 |
| 2024年12月11日 | 『君のヒーロー』     | Kengo_Hanada    | (出演なし)                                                      | アニメーション作品 |
| 2025年7月16日  | 『月並』             | sliceofbluelife | Meiko                                                           |                    |

## タイアップ一覧
| 起用年 | 曲名             | タイアップ先                               |
| ------ | ---------------- | ------------------------------------------ |
| 2024年 | NEW ERA          | 国際ファッション専門職大学2024年度CMソング |
| 2024年 | 夜明けのあなたへ | 東京テアトル『違国日記』インスパイアソング |

## ライブ

### ワンマンライブ・主催イベント
| 開催日       | タイトル                                 | 備考             |
| ------------ | ---------------------------------------- | ---------------- |
| 2024年8月9日 | 十明 LIVE 2024 "NEW ERA"                 |                  |
| 2025年3月7日 | 十明 ワンマンライブ 2025「革命のレシピ」 | 渋谷WWW          |
| 2025年3月9日 | 十明 ワンマンライブ 2025「革命のレシピ」 | 梅田バナナホール |

## 出演イベント
2023年
- 7月22日 - BILIBILI MACRO LINK 2023

2024年
- 10月12日 - FM802 MINAMI WHEEL 2024

2025年
- 1月23日 - TOKYO Hz 〜夢燦燦〜
- 1月26日 - SUNDAYSELECTION 01
- 3月29日 - EIGHT BALL FESTIVAL 2025
- 7月6日 - Sign's Fest.

## 出演

### テレビ
- タダイマ!（RKB毎日放送：2024年12月16日）
- N-18 凸（石川テレビ：2024年12月21日）

### ラジオ
- bre:eze（TOKAI RADIO：2024年12月3日）
- MAGIC JAM（ZIP-FM：2024年12月3日）
- TWILIGHT MAGIC（FM岐阜：2024年12月3日）
- Wave!!!!（Kiss FM KOBE：2024年12月4日）
- intense!（FM大阪：2024年12月4日）
- EVENING TAP（FM802：2024年12月4日）
- ACROSS THE SKY（J-WAVE：2024年12月8日）
- AFTERNOON COLORS（FM AICHI：2024年12月12日）
- 〜Ultra Radio Connection〜DIG!!!!!!!!FUKUOKA（FM福岡：2024年12月12日）
- music×serendipity（LOVE FM：2024年12月12日）
- URBAN DUSK（CROSS FM：2024年12月12日）
- CHANGE（FM佐賀：2024年12月16日）
- TACTY IN THE MORNING（FM802：2024年12月17日）
- マジックアワー（レディオキューブFM三重：12月27日）
- M-Cabi（レディオキューブFM三重：12月27日）
- ALL GOOD FRIDAY（J-WAVE：12月27日）